# FK Olmaliq
Der PFC AGMK Olmaliq, auch als AGMK bekannt, ist ein 2004 gegründeter Fußballverein aus der usbekischen Stadt Olmaliq. Der Verein spielt derzeit in der höchsten Spielklasse, der Usbekistan Super League. 2008 änderte man den Vereinsnamen von AGMK Olmaliq zu FK Olmaliq. 2018 folgte dann die Rückumbenennung in den Gründungsnamen AGMK (Almalykskiy gorno-mettalurgichesky kombinat).

## Erfolge
- Usbekischer Pokalsieger: 2018
- Usbekischer Pokalfinalist: 2019, 2023
- Usbekischer Ligapokalsieger: 2013

## Stadion
Seine Heimspiele trägt der Verein im AGMK Stadion in Olmaliq aus. Das Stadion hat ein Fassungsvermögen von 12–105 Personen.

## Trainerchronik
| Trainer              | Nation              | von               | bis               |
| -------------------- | ------------------- | ----------------- | ----------------- |
| Igor Shkvyrin        | Usbekistan Russland | 1. Januar 2008    | 31. Dezember 2016 |
| Viktor Kumykov       | Russland            | 15. Dezember 2016 | 30. Juni 2018     |
| Bakhtiyar Ashurmatov | Usbekistan          | 1. Juli 2018      | 31. Dezember 2018 |
| Mirdzhalol Kasymov   | Usbekistan          | 1. Januar 2019    |                   |